# Chlumetia ioda
Chlumetia ioda är en fjärilsart som beskrevs av Swinhoe 1899. Chlumetia ioda ingår i släktet Chlumetia och familjen nattflyn. Inga underarter finns listade i Catalogue of Life.